# Kesete Ghebreyohannes Weldegebriel
Kesete Ghebreyohannes Weldegebriel (* 30. Juni 1966 in Adi Zienu) ist ein eritreischer Geistlicher und Apostolischer Visitator für die eritreisch-katholischen Gläubigen des alexandrinischen Ritus (Ge’ez) in Europa.

## Leben
Kesete Ghebreyohannes Weldegebriel empfing nach dem Studium der Philosophie und der Katholischen Theologie am 12. Juli 1992 das Sakrament der Priesterweihe für die Eparchie Asmara.
Weldegebriel war zunächst in der Pfarrseelsorge tätig. 1994 wurde Kesete Ghebreyohannes Weldegebriel für weiterführende Studien nach Rom entsandt, wo er 1997 am Päpstlichen Orientalischen Institut ein Lizenziat im Fach Kanonisches Recht erwarb. Anschließend absolvierte er in den USA einige Kurse im Fach Religionspädagogik. Nach der Rückkehr in seine Heimat im Jahr 2000 wurde Weldegebriel Kanzler der Eparchie Asmara und 2003 Rektor des Kleinen Seminars. Von 2005 bis 2013 wirkte er als Regens des Priesterseminars. Ab 2013 war Kesete Ghebreyohannes Weldegebriel Protosynkellos der Erzeparchie Asmara und Pfarrer der Kidane-Mehret-Kathedrale in Asmara.
Am 19. Januar 2022 ernannte ihn Papst Franziskus zum Apostolischen Visitator für die eritreisch-katholischen Gläubigen des alexandrinischen Ritus (Ge’ez) in Europa.